# Saratoga Springs, Utah
Saratoga Springs är en ort i Utah County i delstaten Utah, USA.